# Crnići (Čapljina, BiH)
Crnići su naseljeno mjesto u gradu Čapljini, Federacija BiH, BiH.

## Zemljopis
Iznad Crnića nalazi se vrh Velika Mitruša na kojem su ostatci gradinskog kompleksa iz najvjerojatnije brončanog i željeznog doba.

## Stanovništvo

### 1991.
Nacionalni sastav stanovništva 1991. godine, bio je sljedeći:
ukupno: 50
- Hrvati - 50

### 2013.
Nacionalni sastav stanovništva 2013. godine, bio je sljedeći:
ukupno: 34
- Hrvati - 34